# Rómulo Ferrero Rebagliati
Rómulo Ferrero Rebagliati (Lima, 28 de abril de 1907 - 1 de agosto de 1975), fue un economista peruano. Fue ministro de Hacienda y Comercio (1945 y 1948) y Ministro de Agricultura (1948), durante el gobierno de José Luis Bustamante y Rivero. Fue uno de los gestores y fundadores de la Universidad del Pacífico en Lima, Perú.

## Biografía
Hijo de Alfredo Ferrero y Amelia Rebagliati. Hermano de Raúl Ferrero Rebagliati, que fue abogado y político. 
Cursó sus estudios escolares en el Colegio Sagrados Corazones Recoleta. Luego ingresó a la Escuela Nacional de Agricultura, donde obtuvo su título de Ingeniero Agrónomo (1927). Trabajó en la estación experimental de la Asociación de Agricultores de Cañete (1928-1929), la hacienda Cayaltí (1930-1931) y la sección técnica del Banco Agrícola (1933-1945). 
Pasó a ejercer la docencia en la Facultad de Ciencias Económicas de la Pontificia Universidad Católica del Perú, donde fue profesor de Economía Agrícola y Economía Monetaria y decano de 1942 a 1948. Fue declarado profesor emérito de dicha casa de estudios en 1965. Fue también asesor de la Cámara Algodonera del Perú. 
Integró el primer gabinete ministerial del presidente José Luis Bustamante y Rivero, como Ministro de Hacienda y Comercio, cargo que desempeñó del 28 de julio a 7 de octubre de 1945. Luego estuvo al frente del Ministerio de Agricultura, desde junio de 1948, y, nuevamente, del Ministerio de Hacienda y Comercio, a partir de septiembre hasta el golpe de Estado de octubre de 1948.
Luego fue asesor de la Cámara de Comercio de Lima (1948-1975), presidente del Instituto de Reforma Agraria y Colonización (1960-1961), asesor (1961-1965) y director del Banco Central de Reserva (1967-1968), presidente de la Caja de Ahorros de Lima (1962-1968) y director del Banco de Crédito (1969-1975). 
Fue uno de los fundadores de la Universidad del Pacífico (1968), cuya comisión académica permanente presidió de 1969 hasta su fallecimiento en 1975.
Su pensamiento económico fue la base de las reformas económicas del Perú en el gobierno de Alberto Fujimori.

## Publicaciones
- La política fiscal y la economía nacional (1946)
- Estudio comparado de los impuestos a la renta en el Perú y los demás países de América (2 volúmenes, 1952-1953)
- Estudio económico de la legislación social peruana y sugerencias para su mejoramiento (1957), en colaboración con Arthur Altmeyer
- Estudio económico de la legislación social peruana para obreros (1960)
- Estudio económico de las asignaciones familiares en el Perú (1962)
- Historia de la Cámara de Comercio de Lima (1963), en colaboración con Jorge Basadre.
- Comercio y pagos internacionales (1963)
- Comercio exterior del Perú: tendencia 1952-1962 (1964)
- El desarrollo económico del Perú en el período 1960-1964 (1965)
- Macroeconomía y desarrollo (1968)
- La minería en la economía nacional (1967)
- La reforma tributaria (1969).